# Partido das Mulheres (Coreia do Sul)
O Partido das Mulheres (Coreano: 여성의당) é um partido político Sul Coreano  de causa única fundado no Dia Internacional da Mulher em 2020 que luta pelo feminismo. O partido clama por maior representação das mulheres e igualdade na política e um fim a todas as formas de violência, discriminação e desigualdade contra as mulheres no mercado de trabalho.

## História

### Surgimento
O partido das mulheres surgiu oficialmente no dia 8 de Março de 2020 no Dia Internacional da Mulher. O  novo sistema eleitoral que expandiu as oportunidades para partidos minoritários, instigou o movimento para estabelecer um Partido das Mulheres encabeçado por novas e veteranas feministas ativas. Em 10 dias, os organizadores estavam aptos para qualificar o grupo a se registrar como um partido politico oficial. Eles reuniram apoio em 5 partidos de níveis local e municipal (Gyeonggi, Gyeongsang do Sul, Busan, Seoul, Incheon) somado a um total de 8.200 membros nacionais. No dia da inauguração, Kim Eun-joo, Yoon Seo-yeon, Lee Ji-won, Won So-yoo, Chang Ji-yoo, Kim Jin-ah, e Lee Seong Suk foram selecionadas como as primeiras representantes conjunta a representar a diversa faixa de idade de suas constituintes femininas.

### Eleições gerais na Coreia do Sul em 2020
.As 10 maiores pautas do Partido das Mulheres trata de questões como acabar com  a diferença de salários entre os sexos, direitos de habitação das mulheres, reduzir o fardo do cuidado infantil, direito a saúde etc., e priorizar o controle de  crimes sexuais digitais.
O partido nominou quatro candidatos para  representação proporcional: Lee Ji Won (Primeiro e Segundo representantes do partido), Lee Gyeong Ok (Diretora  do Partido Provincial de Gyeongsang do Sul), Park Bo Ram, Kim Ju Hee.
Com 208,697 (0.74%) votos durante sua primeira eleição, o partido veio em 10º entre os partidos que ganharam assentos na representação proporcional.

### Convenção Partidária de 2020
Logo depois das eleições gerais, o Partido das Mulheres fez uma convenção partidária virtual em 5 de Setembro devido a Covid-19. Lee Ji-won, Chang Ji-yoo, and Kim Jin-ah foram recentemente eleitas como as segundas representativas.

## Politicas
Como um partido de causa única, suas principais políticas incluem:
- Garantir representação igual para as mulheres ao construir uma democracia representativa mais igualitária entre os sexos
- Criar uma nação que salvaguarda as mulheres da violência e do ódio
- Construir uma sociedade sem discriminação socioeconômica contra as mulheres, e com acesso igual ao trabalho e igual tratamento pelo mesmo trabalho
- Reconhecer as contribuições das mulheres para a vida familiar e reprodução. Desenvolver e implementar políticas que garantam os direitos, bem estar e autonomia das mulheres
- Implementar políticas de bem estar igualitárias entre os sexos centradas nos direitos de cidadãos individuais ao se distanciar do paradigma das políticas atuais de bem estar que instituem o conceito da família normativa
- Eliminar todas as formas de privilégio e discriminação que privem as mulheres de oportunidades iguais
- Desenvolver uma sociedade criativa que garanta uma cultura de igualdade e um direito individual de aproveitar essa cultura
- Representar a voz e a experiência de minorias do sexo feminino
- Construir a paz através da erradicação da cultura militar patriarcal
- Responder de forma proativa a questões futuras como desenvolvimento tecnológico e mudança climática de um ponto de vista feminista

## Posição Política
Ao contrário de partidos políticos feministas  mainstream que variam de posições políticas da centro-esquerda a esquerda, o Partido das Mulheres é big tent (grande cabana) com membros variando deconservadores aos progressistas. O Partido das Mulheres foca em ampliar a representação feminina, atualizando a igualdade de gênero na política, e lutando contra  a experiência da desigualdade feminina em diferente estágio de suas vidas. A fim de cumprir com a agenda do partido  das mulheres colabora ativamente com vários outros partidos como o Partido Democrático da Coreia, Partido da Justiça, Partido da Renda Básica, Partido da Coreia Verde e organizações como 모두를위한낙태죄폐지공동행동[in English?] and 양육비해결총연합회.[in English?]